# Райхенбах (водопад)
Водопадът Райхенбах (на немски: Reichenbachfall) е разположен край селището Мейринген в Швейцария, и е един от най-големите и мощни каскадни водопади в Алпите.

## Описание
Водопадът се намира на притока Райхенбах към реката Аар. Той се състои от 5 части и има общ пад от 250 m, като горната част на водопада с височина 90 m е един от най-големите единични падове в Алпите. Дебитът на водата варира от 3 до 5 m³. През зимата голяма част от водата се отклонява към ВЕЦ.
До водопада се достига със зъбчато влакче от изходния пункт близо до Мейринген. Отбелязани са отделни места, от които могат да се видят най-впечатляващите гледки и изгледи към долината Хазли. През нощта водопадът е осветен.

## Шерлок Холмс
Водопадът Райхенбах е известен предимно заради мястото, което заема в литературата. Той е фона, на който се разиграва драматичната история от разказа на Конан Дойл „Последен случай“ за емблематичния детектив Шерлок Холмс. На малко дървено мостче има отбелязана бяла звезда на мястото, където на 4 май 1891 г. Шерлок Холмс и проф. Мориарти се вкопчват един в друг в смъртна схватка, преди да паднат във „водния котел“ под тях. Всяка година на тази дата до водопада се провежда тържество от феновете в памет на Шерлок Холмс. Поставена е и паметна плоча по случай на 100-годишнината от „събитието“.